# Dispozitiv Internet mobil
Un dispozitiv Internet mobil (din engleză de la mobile Internet device, MID) este un dispozitiv portabil care facilitează accesul fără fir (wireless) la Internet cu ajutorul rețelei de telefonie celulară (telefonie mobilă) GSM. Are caracteristici intermediare între smartphone-uri și tabletele Internet.